# Erik Goeddel
Erik Van Norman Goeddel (San Mateo, 20 dicembre 1988) è un giocatore di baseball statunitense di ruolo lanciatore di rilievo, free agent dal 21 novembre 2018.

## Minor League (MiLB)
Goeddel frequentò la Bellarmine College Preparatory di San Jose e poi l'Università della California di Los Angeles, dove venne scelto al 24º giro del draft amatoriale MLB del 2010, come 722a scelta dai New York Mets. Nello stesso anno iniziò a livello rookie coi GCL Mets nella Gulf Coast League, giocando una sola partita chiudendo con nessuna vittoria o sconfitta, 0.00 di ERA e .250 alla battuta contro di lui (1.0 inning). Nel 2011 giocò con due squadre finendo con 3 vittorie e 5 sconfitte, 3.24 di ERA e .220 alla battuta contro di lui in 18 partite di cui 16 da partente (77.2 inning).
Nel 2012 passò a livello A+ con i St. Lucie Mets nella Florida State League finendo con 5 vittorie e 6 sconfitte, 3.41 di ERA e .263 alla battuta contro di lui in 22 partite di cui 20 da partente (108.1 inning). Nel 2013 salì in AA con i Binghamton Mets nella Eastern League. Finì con 9 vittorie e 7 sconfitte, 4.37 di ERA e .265 alla battuta contro di lui in 25 partite tutte da partente (134.0 inning). Il 20 novembre venne inserito nel roster dei New York Mets per proteggerlo dal Rule 5 Draft.
Nel 2014 passò a livello AAA con i Las Vegas 51s nella Pacific Coast League, finendo con 3 vittorie e 2 sconfitte, 5.37 di ERA, nessuna salvezza in 2 opportunità e .296 alla battuta contro di lui in 49 partite (63.2 inning). Nel 2015 giocò con due squadre finendo con nessuna vittoria o sconfitta, 5.06 di ERA e .310 alla battuta contro di lui in 11 partite (10.2 inning).
Nel 2016 con i 51s finì con una vittoria e una sconfitta, 4.08 di ERA, una salvezza su 2 opportunità e .262 alla battuta contro di lui in 24 partite di cui una da partente (28.2 inning).

## Major League (MLB)

### New York Mets (2014-2017)
Goeddel venne promosso e debuttò nella MLB il 1º settembre 2014, al Marlins Park di Miami contro i Miami Marlins. Finì con nessuna vittoria o sconfitte, 2.70 di ERA e .136 alla battuta contro di lui in 6 partite (6.2 inning). Terminò la stagione con 6 presenze nella MLB e 49 nella Tripla-A.
Il 4 aprile 2015 venne opzionato ai 51s, ma solo dopo 3 giorni venne richiamato nei Mets. Il 2 giugno finì sulla lista infortuni a causa di una distorsione al gomito destro, il 27 luglio venne spostato sulla lista dei 60 giorni. Il 1º settembre venne reinserito in prima squadra finendo la stagione con una vittoria e altrettanta sconfitta, 2.43 di ERA e .203 alla battuta contro di lui in 35 partite (33.1 inning).
Il 1º aprile 2016 è stato opzionato ai 51s, il 12 giugno venne richiamato e rimase coi Mets fino al 20 agosto. Il 24 dello stesso mese è stato promosso per un solo giorno. Il 6 settembre venne richiamato per l'ultima volta in stagione. Terminò con 2 vittorie e altrettante sconfitte, 4.54 di ERA, nessuna salvezza su una opportunità e .234 alla battuta contro di lui in 36 partite (35.2 inning), lanciando prevalentemente una four-seam fastball con una media di 92,28 mph.
Il 22 marzo 2017 venne opzionato nei Las Vegas 51 della MiLB, ma fu poi richiamato in Major League il 21 giugno. Divenne free agent il 6 novembre 2017 a stagione ultimata.

### Texas Rangers (2017-2018)
Il 19 dicembre 2017, Goeddel firmò un contratto di minor league con i Texas Rangers, con incluso un invito allo spring training. Venne svincolato dalla franchigia il 19 marzo 2018, prima dell'inizio della stagione regolare.

### Seattle Mariners e Los Angeles Dodgers (2018)
Il 20 marzo 2018, firmò un contratto di minor league con i Seattle Mariners e venne designato per la riassegnazione il 16 Maggio 2018.
Il 18 maggio 2018, Goeddel venne prelevato dai Los Angeles Dodgers. Lanciò in 26 partite nella MLB con i Dodgers, con un media PGL di 3.38. In agosto un infortunio al gomito lo costrinse ad abbandonare prematuramente la stagione. Goeddel venne designato per la riassegnazione il 20 Novembre e svincolato il 21 novembre 2018.

## Vita privata
Goeddel ha un fratello di nome Tyler, anche lui è un giocatore di baseball professionista. Suo padre David Goeddel è pioniere della biologia, responsabile dello sviluppo dell'insulina sintetica e umana l'ormone della crescita.